# Ariel López Padilla
Ariel López Padilla (Guadalajara, Jalisco, 12 de agosto de 1962) es un bailarín profesional de ballet y actor mexicano de telenovelas.

## Filmografía

### Televisión
- Playa soledad (2023): Emiliano Parbus[1]
- Los ricos también lloran (2022): Efraín Torres[2]
- Esta historia me suena (2021-2022): Julián[3][4]
- La bandida (2019): Dr. Ávila
- Rosario Tijeras (2016): Camilo Echegaray
- Voltea pa' que te enamores (2014): Aurelio Botel
- Secretos de familia (2013): Vicente Quiroz
- Los Rey (2013): Guillermo Rey San Vicente
- A corazón abierto (2012): Jaime Guerrero
- Pecadora (2009-2010): Gregorio
- Pecados ajenos (2008): Rogelio Mercenario
- Tierra de pasiones (2006): Javier Ortigoza
- Decisiones (2005-2012): Libardo y Cayetano
- Soñar no cuesta nada (2005-2006): Jonás Reyes
- La guerra de los sexos (2005)
- Inocente de ti (2004-2005): Lic. Gómez Riveroll
- Ángel rebelde (2003-2004): Ernesto Lezama/Rómulo Lezama
- Gata salvaje (2002-2003): Patricio Rivera
- Secreto de amor (2001-2002): Dr. Ricardo Sandoval
- Carita de ángel (2000-2001): Adrián
- ¡Amigos x siempre! (2000): Él mismo
- Alma rebelde (1999): Damián Montoro
- Soñadoras (1998-1999): Enrique Bernal
- Leonela, muriendo de amor (1997): Damián
- Te sigo amando (1996): Julio
- Pobre niña rica (1995-1996): Julio Navarro
- María la del barrio (1995-1996): Dr. Daniel Ordóñez
- Caminos cruzados (1994-1995): César Augusto Jiménez y Cisneros
- Prisionera de amor (1994): Federico Monasterios
- Corazón salvaje (1993-1994): Andrés Alcázar y Valle
- Clarisa (1993): Gastón Bracho Sanabria
- Televiteatros (1993)
- De frente al sol (1992): Juan Carlos Fuentes
- La pícara soñadora (1991)

### Cine
- Solo con tu pareja (1991): el novio de la Barbus

## Premios y nominaciones

### Premios TVyNovelas
| Año  | Categoría            | Telenovela      | Resultado |
| ---- | -------------------- | --------------- | --------- |
| 1994 | Revelación masculina | Corazón salvaje | Ganador   |

### Premios Eres
| Año  | Categoría             | Telenovela      | Resultado |
| ---- | --------------------- | --------------- | --------- |
| 1994 | Mejor actor coestelar | Corazón salvaje | Ganador   |